# Adolphe Ambowodé
Adolphe Ambowodé, född 13 februari 1958, är en friidrottare från Centralafrikanska republiken. Han deltog vid olympiska sommarspelen 1984 och olympiska sommarspelen 1988.